# Wiener Schneekugelmanufaktur
Die Wiener Schneekugelmanufaktur wurde im Jahr 1900 von Erwin Perzy I. gegründet. Sie stellt Schneekugeln her.

## Erfindung

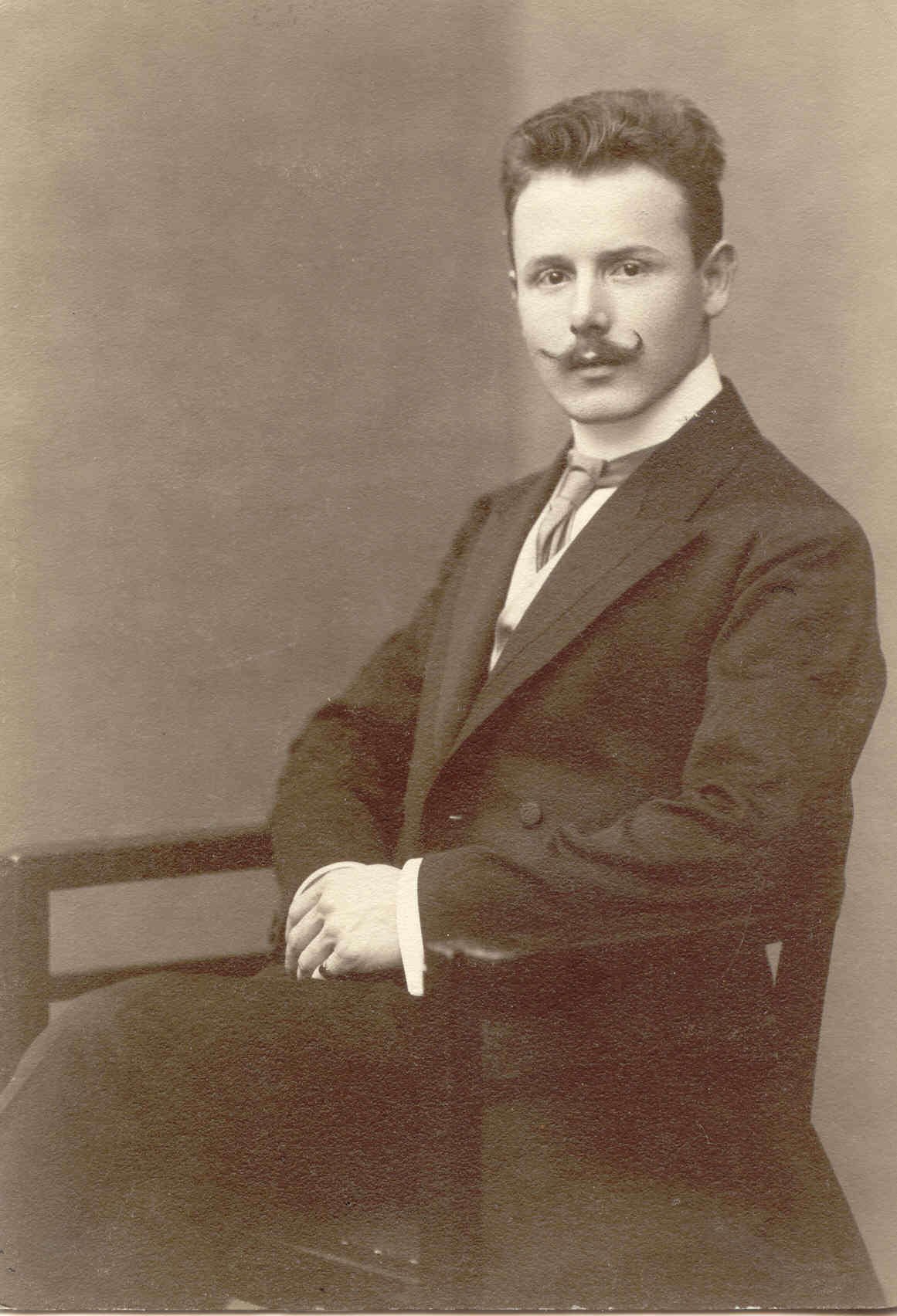
Firmengründer Erwin Perzy I.

Erwin Perzy I. war Chirurgieinstrumentenmechaniker und Erfinder. Bei der Suche nach dem Kaltlicht experimentierte er mit einer Schusterkugel, um die Lichtausbeute der damals neuen Kohlenfadenlampe zu verstärken. Die Schusterkugel war eine Glaskugel mit rohrförmigen Ende, die mit Wasser gefüllt wie eine Lupe wirkte. Perzy fügte dem Wasser verschiedene Stoffe zu, die das Licht reflektieren sollten. So fand er unter anderem auch Grieß, der langsam herabsank. Dieser Effekt erinnerte ihn an Schneefall. Da er ein Modell der Mariazellerkirche für einen Freund bereits angefertigt hatte, gab er diese Kirche in die Kugel, und so war die Schneekugel erfunden. Er nannte seine Erfindung Glaskugel mit Schneeeffekt.
Auch der bekannte Wiener Silvesterguss zählte zu seinen Erfindungen. Der alte Brauch des Bleigießens in der Silvesternacht inspirierte ihn, eine leichtschmelzende Legierung zu suchen, damit man auch mit einer Kerzenflamme das Metall zum Schmelzen bringen konnte.
Aufgrund dieser beiden Ideen wurde im Jahr 1900 der Betrieb gegründet. Einige Jahre darauf erhielt Erwin Perzy I. eine Ehrung von Kaiser Franz Joseph I. für seine Arbeit. In den Anfangsjahren der Firma arbeitete auch Perzys Bruder Ludwig mit. Die Firma produzierte in diesen Jahren auch Spielzeug und Anstecknadeln. Erwin Perzy II., Sohn des Gründers, übernahm nach dem Zweiten Weltkrieg den Betrieb und begann die Exporte nach Amerika, Kanada und Australien. Erwin Perzy III., der Enkel des Gründers, etablierte das Produkt am japanischen Markt und setzte den Grundstein für Geschäftsbeziehungen, die bereits seit den 1990er Jahren Bestand haben. Heute (Stand: 2025) wird der Betrieb in vierter Generation weitergeführt durch Sabine Perzy, der Urenkelin des Firmengründers. Etwa 300.000 Schneekugeln werden pro Jahr in weltweit verkauft.

## Produkte
Merkmal der Perzy-Schneekugeln ist bis heute der schlichte, schwarze Sockel sowie die Fertigung der Kugel aus Glas anstatt Polystyrol. Gefüllt sind die Kugeln mit reinem Wiener Hochquellwasser. Etwa 350 Motive stehen im Standardrepertoire zur Verfügung. Dennoch wurden in den letzten Jahrzehnten tausende Sonderanfertigungen auf Kundenwunsch gefertigt.

## Trivia
Schneekugeln der Wiener Schneekugelmanufaktur kamen als Requisiten in internationalen Kinoproduktionen vor. So etwa in Citizen Kane, True Lies, 9 ½ Wochen, Edward mit den Scherenhänden oder Kevin allein zu Haus.
Auch in österreichischen Fernsehproduktionen sind Perzy-Schneekugeln des Öfteren zu sehen, wie zum Beispiel in Wir sind Kaiser oder Liebesg'schichten und Heiratssachen. Auch in der Studiodekoration von Café Puls auf Puls 4 sind Kugeln der Firma zu finden.
In einem Wiener Hotel gibt es zudem ein von der Firma gestaltetes Hotelzimmer, in dem neben den Produkten als Raumdekoration auch Schneekugeln als Nachttischlampe und Türgriff fungieren.
An die Manufaktur angeschlossen ist ein kleines Museum, das einen Überblick über Sonderanfertigungen und die Herstellung von Schneekugeln gibt sowie die Werkstatt des Firmengründers zeigt.